# Embernagre à cinq couleurs
Embernagra platensis
Espèce
Statut de conservation UICN

 LC  : Préoccupation mineure
L'Embernagre à cinq couleurs (Embernagra platensis) est une espèce de passereau appartenant à la famille des Thraupidae.

## Répartition
Cette espèce vit en Argentine, en Bolivie, au Brésil, au Paraguay et en Uruguay.